# Svarte Orm
Svarte Orm (engelska: Blackadder), även kallad Svarta Ormen, är en komediserie i fyra fristående delserier från BBC med historiskt tema samt ett antal specialavsnitt. I samtliga avsnitt medverkar Rowan Atkinson som en antihjälte vid namn Edmund Blackadder. Då de fyra serierna utspelar sig med mer än 100 års mellanrum spelar Atkinson egentligen fyra olika personer med samma namn men med synnerligen likartat beteende, och de har alla en kompanjon och medhjälpare vid namn Baldrick, konsekvent spelad av Tony Robinson. Utöver Blackadder och Baldrick innehåller varje serie olika huvudpersoner.
Den första serien skrevs av Richard Curtis och Rowan Atkinson, övriga skrevs av Curtis och Ben Elton. Serien producerades av John Lloyd. 
Under 2000-talet blev den fjärde serien Blackadder Goes Forth utsedd till den sextonde bästa tv-serien av British Film Institute i tävlingen  "100 Greatest British Television Programmes". I tv-opinionsundersökningen "Britain's Best Sitcom", som utfördes år 2004, blev Blackadder utsedd till den näst bästa komediserien någonsin i Storbritannien. Av Empire Magazine blev den rankad som den 20:e bästa tv-serien någonsin.

## Översikt
Samtliga serier utspelar sig under olika historiska perioder. Huvudperson i samtliga avsnitt är Edmund Blackadder (Rowan Atkinson), en engelsman med relativt hög social status. Han utvecklas från att i den första serien, The Black Adder, vara ganska ointelligent, till att under varje säsong bli gradvis mer och mer intelligent, smart och listig (samtidigt som hans sociala status sänks).
Varje Svarte Orms liv är också sammanflätat med dennes tjänare, alla från Baldrick-ätten (Tony Robinson). Varje generation Baldrick fungerar som en sorts passopp åt Blackadder. Deras intelligens sänks (liksom deras personliga hygien), samtidigt som Blackadders höjs. Varje Blackadder och Baldrick är också kopplad till en Percy (Tim McInnerny) i de två första serierna. Han är en ointelligent man som i andra serien blivit en snobbig aristokrat. I de två sista serierna ersätts Percy av George (Hugh Laurie), som är lika ointelligent som den föregående men inte lika snobbig. I Blackadder the Third måste Blackadder faktiskt till och med agera butler åt denne som då är en prins (den framtida Georg IV av Storbritannien), men i Blackadder Goes Forth är George istället löjtnant och alltså en rang under kapten Blackadder.
Varje serie utspelar sig i olika perioder av Englands historia, med start år 1485 och med ett avslut 1917, med sex avsnitt vardera på cirka 30 minuter. Den första serien, skapad 1983, heter The Black Adder, och utspelar sig under en period med en fiktiv Richard IV som regent. Den följdes av Blackadder II, som släpptes 1986 och utspelar sig under Elizabeth I:s regeringstid. Blackadder the Third kom 1987 och utspelar sig under Georg IV:s tid som prinsregent. Den sista serien, Blackadder Goes Forth, släpptes år 1989 och utspelar sig under första världskriget.
Utöver dessa serier skapades tre specialavsnitt. Den första var Blackadder: The Cavalier Years, som utspelar sig under Karl I av Englands regeringstid. Avsnittet var på 15 minuter och visades 1988 under Comic Relief-galan. Blackadder's Christmas Carol var det andra. Detta avsnitt utspelar sig till stor del under drottning Victorias tid, men även under den andra och tredje serien, samt i framtiden. Detta avsnitt var en 45 minuter lång julspecial. Den sista är Blackadder: Back and Forth, som skapades 1999 inför millennieskiftet. Ett pilotavsnitt till serien spelades även in  1982, men har aldrig sänts på tv eller visats på DVD. Under pilotavsnittet spelades Baldrick av Philip Fox och själva historien återanvändes inför avsnittet Born to be King i den första serien.[källa behövs]

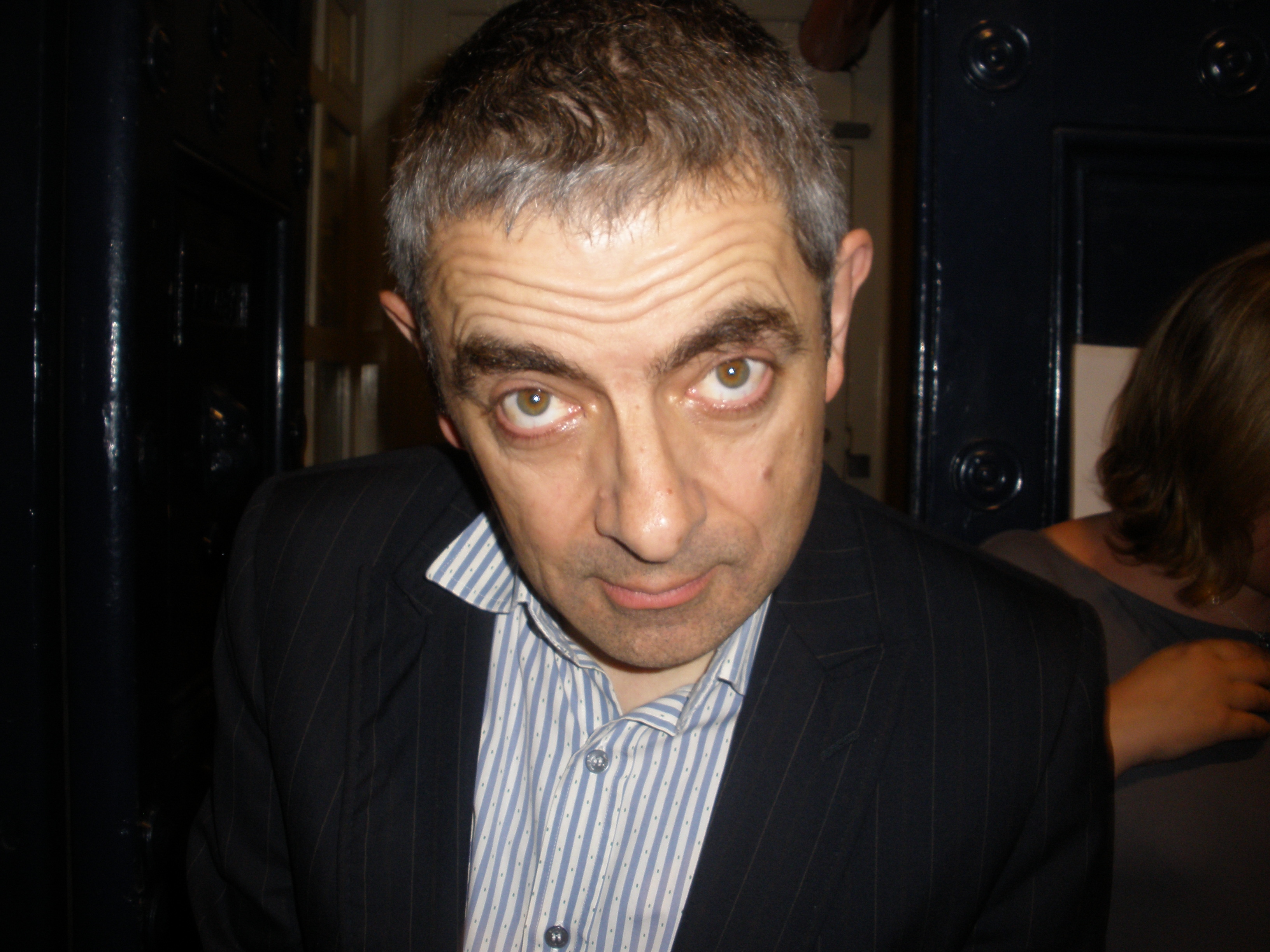
Edmund Blackadders skådespelare, Rowan Atkinson.

### Seriens utveckling
I varje serie är Blackadderkaraktären en efterlevande från den tidigare. Den första seriens Blackadder, Prins Edmund Plantagenet, är förmodligen den första som kallat sig för Blackadder (eller Svarte Orm). I Blackadder: Back and Forth visas Centurion Blackaddicus (förmodligen en förfader), som i och för sig inte har exakt samma namn, men en i romersk version.
Med varje generation av Blackadders sjunker familjens sociala klass, från den brittiska kungafamiljen, till engelsk lord, till kunglig butler, och till sist, kapten i första världskrigets skyttegravar. Han går dessutom från att vara en inkompetent idiot i The Black Adder till en väldigt listig och smart man genom de följande serierna och specialavsnitten. De MacBeth-inspirerade häxorna i det första avsnittet av The Black Adder (som faktiskt tror att han är Henrik VII av England), lovar att Blackadder en dag ska bli konung, och i avsnittet Bells i andra serien säger "den visa kvinnan" att han varit konung. I den första seriens sista avsnitt blir Edmund faktiskt konung, men enbart i mindre än en minut, då han raskt avlider efter att ha druckit förgiftat vin. Detta nämns i det andra avsnittet från Blackadder II i dess eftertext: 
His great-grandfather was a king Svensk översättning: Hans farfars far var en kung
Although for only thirty seconds Svensk översättning: Dock i enbart trettio sekunder
I den andra serien är Lord Blackadder väldigt nära att gifta sig med Elizabeth I, men han misslyckas med det. I det sista avsnittet i den tredje serien Blackadder the Third antar Blackadder rollen som prinsregent, efter att den riktiga prinsen har dödats av hertigen av Wellington, och blir därför tagen för Georg IV. Efter sina nedgångar inom social status i serien, blir en efterlevande Blackadder, i vår moderna tid, till sist konung. Detta händer i Blackadder: Back and Forth genom ett antal tidsresor. En Admiral Blackadder syns i en avlägsen framtid i julspecialen Blackadder's Christmas Carol, och han får kontroll över hela universum genom att gifta sig med drottning Asphyxia XIX.

### Framgångar och effekter på populärkultur
Efter den första serien - som hade en enorm budget för att vara en komediserie gjord för tv, med många utomhusinspelningar och gäster - bestämde BBC att det inte skulle bli någon andra serie. År 1984 tog Michael Grade över som chef för BBC One och, efter diskussioner med teamet bakom The Black Adder, gick med på att en andra serie skulle göras, dock till en betydligt lägre kostnad. Blackadder II blev därför en serie som helt och hållet spelades in i studio (tillsammans med en riktig publik, istället för en publik som sett det inspelade avsnittet på video). Rowan Atkinson slutade som andra manusförfattare och ersattes av Ben Elton. Bortsett från mer skämt, föreslog Elton att de skulle ändra lite på karaktärerna: Baldrick skulle bli en korkad bifigur, medan Edmund skulle bli smart, klipsk och listig. Percy var den ende vars beteende förblev oförändrat. Dessa förändringar visade sig vara framgångsrika och behölls i de kommande serierna. Enbart i Back and Forth var vissa av inspelningarna utomhus, men enbart för att det var ett avsnitt med en budget på 3 miljoner pund, samt för att det var ett samarbete mellan Tiger Aspect, Sky Television, the New Millennium Experience Company och BBC, istället för enbart BBC.
Avsnitten var av ungefär samma typ som i den första men med några förändringar. Till exempel när Blackadder befinner sig i knipa (vilket han för det mesta gör), så föreslår Baldrick en lösning, med de första orden: "I have a cunning plan" ("Jag har en listig plan"). Hans idéer var för det mesta totalt oanvändbara (i synnerhet från Blackadder II och framåt), men ibland kunde han komma på bra planer. Men en av hans planer förblir ett mysterium, i slutet av den fjärde serien kommer han på en sista-minuten plan för att han och Blackadder ska slippa gå ut i striden, men signalen för att gå ut i striden ljuder innan han hinner förklara sin plan för Blackadder, och det slutar med att de blir slaktade på slagfältet. 
Blackadder nämndes den 21 november 2007 i det brittiska underhuset, i samband med en politisk skandal då myndigheter hade slarvat bort disketter innehållande medborgares privata uppgifter. Elfyn Llwyd från Plaid Cymru föreslog att "det var dags att säga adjö till Darling", en jämförelse mellan den skotske Labour-politikern Alistair Darling och karaktären Kevin Darling från den fjärde Blackadder-serien.
Mark William Bolland, privat sekreterare till prins Charles mellan 1998 och 2002, blev kallad "Lord Blackadder" av de unga prinsarna William och Henry av Wales.

### Signaturmelodi
Howard Goodalls ikoniska signaturmelodi är densamma genom hela serien, men den spelas i olika versioner beroende på vilken tidsepok som serien, eller avsnittet, utspelar sig i. Den framförs mest med trumpet och trummor i The Black Adder och fanfarerna spelades på ett typiskt medeltida sätt. I Blackadder II spelas signaturmelodin med flöjt, elgitarr och en stråkkvartett. Oboe, cembalo och cello är instrumenten i Blackadder the Third. I Blackadder Goes Forth spelas den av ett militärband. Det finns dessutom specialavsnitt och i Blackadder's Christmas Carol spelas och framförs melodin av typiska julsångare. I Blackadder: The Cavalier Years och Blackadder: Back and Forth framförs signaturmelodin av en orkester.

### Namnets ursprung
Blackadder är ett genuint efternamn, i Storbritannien är det dokumenterat ända tillbaka till 1400-talet, vilket kan förklara namnvalet eftersom den första serien utspelar sig under denna period. Namnet lär vara till stor del skotskt vilket inte motsägs i serien, där Edmund innehar titeln Hertig av Edinburgh. I den tredje serien avslöjas det också att en del av Blackaddersläkten tillhör en skotsk klan, de har dock namnet McAdder. Dr Eric Blackadder, Chief Medical Officer på BBC under den tid som det första programmet hade premiär hävdar att serien är baserad på hans namn.
Namnet 'Baldrick' är också äkta - men mycket ovanligare - och har daterats ända tillbaka till Normandernas erövring av England år 1066. Namnet är av germanskt ursprung.

## Serier och specialavsnitt

### Kronologisk ordning
| Titel                              | Typ                  | Inspelningsår       | Århundrade             |
| ---------------------------------- | -------------------- | ------------------- | ---------------------- |
| The Black Adder                    | Pilotavsnitt         | 1982 (har ej sänts) | 1400-talet             |
| The Black Adder                    | Serie 1              | 1983                | 1400-talet             |
| Blackadder II                      | Serie 2              | 1986                | 1500-talet             |
| Blackadder the Third               | Serie 3              | 1987                | 1700- och 1800-talet   |
| Blackadder: The Cavalier Years     | Comic Relief special | 1988                | 1600-talet             |
| Blackadder's Christmas Carol       | Julspecial           | 1988                | 1800-talet, samt andra |
| Womans Hour Invasion               | Radio                | 1988                |                        |
| Blackadder Goes Forth              | Serie 4              | 1989                | 1900-talet             |
| The Shakespeare Sketch             | Teater               | 1989                | 1700-talet             |
| Blackadder and the King's Birthday | Sketch               | 1998                | 1800-talet             |
| Blackadder: Back and Forth         | Millennium special   | 1999/2000           | 2000-talet, samt andra |
| Blackadder: The Army Years         | Teater               | 2000                | 2000-talet             |
| The Royal Gardener                 | Sketch               | 2002                |                        |
| Jubilee Girl                       | Sketch               | 2002                |                        |
| Blackadder Rides Again             | Dokumentär           | 2008                |                        |

### Serie 1: The Black Adder
Huvudartikel: The Black Adder
The Black Adder är den första serien i BBC:s situationskomediserie Svarte Orm, skriven av Richard Curtis och Rowan Atkinson, regisserad av Martin Shardlow och producerad av John Lloyd. Serien sändes i början på BBC 1 från den 15 juni 1983 till den 20 juli 1983.
Serien utspelas 1485 vid slutet av den brittiska medeltiden, samtidigt som Richard III vann striden om Bosworth-fälten, innan han blev oavsiktligt mördad, och efterträddes av Richard IV. Serien följer Richard IV:s utstötta andra son Edmund, som kallar sig själv "Svarta Ormen" (på engelska "The Black Adder"), i sina försök att få sin far att tycka om honom och i det sista avsnittet hans försök att själv bli konung.
Serien hanterar på ett humoristiskt, och ofta otidsenligt, sätt en rad frågor aktuella för medeltidens Storbritannien – häxeri, kunglig succession, europeiska relationer, korståg och konflikten mellan kronan och kyrkan. Filmningen av serien var mycket ambitiös, med många skådespelare och mycket utomhusfilmning. Serien innehåller även dialoger ur William Shakespeares verk, ofta tillagda för komisk effekt.

### Serie 2: Blackadder II
Huvudartikel: Blackadder II
Blackadder II är den andra serien i BBC komedin Svarte Orm, skriven av Richard Curtis och Ben Elton, som sändes mellan den 9 januari 1986 till den 20 februari 1986.
Serien utspelar sig i England under Drottning Elizabeth I:s period som regent (1558-1603), med huvudrollen Lord Edmund Blackadder som försöker få Elizabeth att favorisera honom. 
Serien innehåller många olika skillnader från The Black Adder, bland annat att Ben Elton ersatte Rowan Atkinson som andra manusförfattare, filmningen skedde enbart i studior, samt introduktion till den mer listiga Blackadder som skulle medverka i de följande säsongerna och en mer idiotisk Baldrick.

### Serie 3: Blackadder the Third
Huvudartikel: Blackadder the Third
Blackadder the Third är den tredje serien från BBC situationskomedi Svarte Orm, skriven av Richard Curtis och Ben Elton, som sändes från den 17 september 1987 till den 22 oktober 1987.
Serie tre utspelar sig under Englands glansfyllda period 1760-1815, då huvudkaraktären Mister E. Blackadder Esq. är butler till den helt hjärndöda Prince Regent. 
Under serie tre skar de även ned på antalet huvudroller ordentligt så att de hade färre roller jämfört med tidigare serier. Men de hade dock ett antal olika gästroller av kända komiker både från tidigare Svarte Orm serier men även från andra sammanhang.
Programmet vann ett BAFTA award för bästa komediserie 1988 samtidigt som de fick tre andra nomineringar.

### Serie 4: Blackadder Goes Forth
Huvudartikel: Blackadder Goes Forth
Blackadder Goes Forth är den fjärde och sista serien i BBC komediserie Svarte Orm, skriven av Richard Curtis och Ben Elton, som sändes från den 28 september till den 2 november 1989.
Serien placerar karaktärerna Kapten Blackadder, Menige Baldrick och Löjtnant George i Första Världskrigets skyttegravar. Serien var mycket mörkare, innehöll mer svart komik och karaktärerna var mer genomtänkta än i tidigare avsnitt och serier. Blackadder Goes Forth fick ganska mycket kritik av British Army leadership när den kom eftersom de också drev med personer kända från första världskriget. Serien blev senare ihågkommen för dess starka slut i avsnittet Goodbyeee....
Serien vann British Academy Television Award för bästa komediserie år 1989 och år 2000 var den placerad som 16 TV-serie på listan 100 Greatest British Television Programmes av British Film Institute.

### Specialavsnitt

#### Blackadder: The Cavalier Years
Huvudartikel: Blackadder: The Cavalier Years
Blackadder: The Cavalier Years var ett 15 minuter långt specialavsnitt tillhörande serien Svarte Orm, som utspelade sig under Engelska Inbördeskriget, som visades under Comic Relief galan, fredagen den 2 februari 1988.
Avsnittet inkluderade de två reguljära karaktärerna Rowan Atkinson som Sir Edmund Blackadder och Tony Robinson som Baldrick, samt Stephen Fry som Charles I. Warren Clarke gjorde ett gästframträdande som Oliver Cromwell. Frys imitation av Kung Charles var baserad på den nutida Charles, av Wales. I seriens kronologi, utspelade sig detta avsnitt under en period mellan den andra och tredje serien, dock var den producerad och visad efter att den tredje serien sänds och innan Blackadder's Christmas Carol.

#### Blackadder's Christmas Carol
Huvudartikel: Blackadder's Christmas Carol
Blackadder's Christmas Carol sändes den 23 december 1988 och är ett specialavsnitt av Svarte Orm, som parodierar Charles Dickens En julsaga ("A Christmas Carol"). Den utspelar sig mellan Blackadder the Third och Blackadder Goes Forth, och är berättad av Hugh Laurie. Avsnittet producerades av BBC och sändes för första gången på BBC One.

#### Woman's Hour Invasion
Woman's Hour är ett program på BBC Radio 4, innehållande rapporter, intervjuer och debatter med sikte på kvinnor. En gång under 1988 besöker Blackadder och Baldrick programmet, då reser de tillbaka i tiden för att prata med Shakespeare och andra kända personligheter.
Syftet med programmet var att samla in pengar till barn i nöd.[källa behövs]

#### Blackadder: Back and Forth
Huvudartikel: Blackadder: Back and Forth
Blackadder: Goes Forth är ett 34 minuter långt specialavsnitt av Svarte Orm, inspelat år 1999, och det markerar slutet för Svarte Orm-sagan. Avsnittet gjordes för att kunna visas på specialbyggda "SkyScape"-biografer, uppresta sydost om Millennium Dome på Greenwich Peninsula i östra London.
Filmen följer Lord Edmund Blackadder och hans idiotiska tjänare, Baldrick, under en tidsresa som får dem att hamna i flera viktiga händelser i den brittiska historien. I en intervju år 1999 beskriver Richard Curtis filmen som "en tidsresa genom brittisk historia, med enbart människor som är dumma eller ohövliga." Rowan Atkinson och Tony Robinson repriserade sina roller som Blackadder och Baldrick.
I en intervju sade Rowan Atkinson att ta Blackadder till bio var en av hans stora förhoppningar med serien. Tillsammans med Atkinson och Tony Robinson medverkade även andra skådespelare som spelat huvudrollerna i de senaste tre serierna, Stephen Fry, Hugh Laurie, Tim McInnerny och Miranda Richardson.

## Rollsättning

### Huvudroller
Serien hade en tendens att ha ungefär samma skådespelare i de olika historiska perioderna.
Edmund Blackadder (Rowan Atkinson) och Baldrick (Tony Robinson) är de enda som medverkat i samma roller genom hela serien.
- Blackadder - Rowan Atkinson
  - Prince Edmund "Blackadder" Plantagenet (första serien) - Blackadder i den första serien var mer slemmig och girig än de senare Blackadderkaraktärerna, som är mer listiga och ironiska.
  - Lord Edmund Blackadder (andra serien)
  - Nathaniel Whiteadder (andra serien) - Är uppenbarligen ett barnbarn till Prince Edmund.
  - Mister Edmund Blackadder, Esquire (tredje serien) - Den enda Blackadder i originalserien som inte dog i det sista avsnittet. Istället blev han konung.
  - McAdder (tredje serien) - McAdder är en skotsk kusin till Mister E. Blackadder och gästade serien i ett avsnitt.
  - Captain Edmund Blackadder (fjärde serien)
  - Prince Edmund (Prince Edmund) - En Blackadder som var som den i första serien.
  - Sir Edmund Blackadder (Blackadder: The Cavalier Years) - I detta specialavsnitt var Blackadder rikshovmästare för Charles I.
  - Ebenezer Blackadder (Blackadder's Christmas Carol)
  - Lord Edmund Blackadder (Blackadder's Christmas Carol)
  - Mister Edmund Blackadder, Esquire (Blackadder's Christmas Carol)
  - Grand Admiral Blackadder of the Dark Segment (Blackadder's Christmas Carol)
  - Blackadder (Blackadder's Christmas Carol) - Slav åt Grand Admiral Baldrick.
  - Lord Edmund Blackadder (Blackadder and the King's Birthday) - Under denna sketch var Blackadder rådgivare till konungen samt dennes rikshovmästare.
  - Lord Edmund Blackadder (Blackadder: Back and Forth) - Den moderna Blackadder.
  - King Edmund Blackadder III (Blackadder: Back and Forth) - Efter allt tidsresande i avsnittet så slutar det med att han blir konung.
  - Centurion Blaccadicus (Blackadder: Back and Forth) - En romersk Blackadder som de dåvarande Blackadder och Baldrick stöter på. Det är dock inte den första Blackadder i historien, fastän han har ett liknande namn.
  - Lord Edmund Blackadder, Captian in Her Royal Highness' Regiment of Shirkers (Blackadder: The Army Years)
  - Sir Osmond Darling-Blackadder (Jubilee Girl) - Detta är, som man säkert kan förstå, en mix mellan Blackadder och Darling.

- Baldrick - Tony Robinson
  - Baldrick (första serien)
  - Baldrick (andra serien)
  - Mister S. Baldrick (tredje serien)
  - Bert Baldrick (tredje serien) - En kusin till Baldrick som dock aldrig dök upp men som nämndes av Baldrick.
  - Private S. Baldrick (fjärde serien)
  - Mr and Mrs Baldrick (fjärde serien) - Ingen av dem syns men Baldrick nämner dem. Pappan skall ha varit nunna. Modern däremot var förmodligen arbetslös. Modern har nämnts i några föregående serier.
  - Baldrick (Prince Edmund) - Under pilotavsnittet spelades Baldrick av Philip Fox.
  - Sodoff Baldrick, Esquire (Blackadder: The Cavalier Years)
  - Mister Baldrick (Blackadder's Christmas Carol)
  - Baldrick (Blackadder's Christmas Carol) - Baldrick från den andra serien.
  - Mister S. Baldrick (Blackadder's Christmas Carol)
  - Grand Admiral Baldrick of the Dark Segment (Blackadder's Christmas Carol) - Grand Admiral Baldrick var ledaren i framtiden och hade Blackadder som slav. Han var dock så misslyckad att han förstörde sina egna arméer.
  - Baldrick (Blackadder: Back and Forth) - Under den moderna historien är Baldrick kock och betjänt åt Lord Blackadder.
  - Prime Minister Baldrick (Blackadder: Back and Forth) - Efter allt resande slutar det med att Blackadder blir konung och att Baldrick blir premiärminister.

Andra karaktärer förekom under flera serier men dock inte i varje.
- Melchett - Stephen Fry
  - Lord Melchett (andra serien) - Rådgivare till drottningen Elizabeth I.
  - Arthur Wellesley, Duke of Wellington (tredje serien) - En gäst som kanske inte heter Melchett men som har exakt samma skratt: "Baaah!" Hertigen medverkar även.
  - General Sir Anthony Cecil Hogmanay Melchett (fjärde serien)
  - Charles I (Blackadder: The Cavalier Years) - Ej en "ren" Melchett.
  - Lord Melchett (Blackadder's Christmas Carol) - Fry spelar Lord Melchett från den andra serien när Mister Blackadder besöker sitt förflutna.
  - Lord Frondo (Blackadder's Christmas Carol) - Lord Frondo är en framtida Melchett.
  - Bishop Flavius Melchett (Blackadder: Back and Forth) - Den moderna Melchett.
  - General Melchecus (Blackadder: Back and Forth) - Den romerska Melchett.
  - Lord Melchett (Blackadder: Back and Forth) - Fry spelade än en gång Lord Melchett från den andra säsongen.
  - Arthur Wellesley, Duke of Wellington (Blackadder: Back and Forth) - Hertigen av Wellington dök också upp i en av de många tidsresorna.

- Percy/Darling – Tim McInnerny
  - Lord Percy Percy (första serien)
  - Lord Percy Percy (andra serien)
  - The Scarlet Pimparnel, alias Lord Tropper och Le Comte de Frou Frou (tredje serien)
  - Captain Kevin Darling (fjärde serien)
  - Archdeacon Kevin Darling (Blackadder: Back and Forth) - Dagens Darling.
  - Duke of Darling (Blackadder) - Hertigen som hjälper Hertigen av Wellington i striden mot Napoleon.
  - Duc de Darling (Blackadder: Back and Forth) En fransk "kopia" av Duke of Darling som hjälper Napoleon i striden.

- George - Hugh Laurie
  - Simon "Fartners Partners" Patridge, aka Mister Ostrich (andra serien, avsnitt fem) - Hugh Laurie gästade serien.
  - Prince Ludwig the Indestructible (andra serien, avsnitt sex) - En annan "oren" George som gästade serien. Han var raka motsatsen till George, smart och listig.
  - HRH The Prince George Augustus Frederick (tredje serien)
  - Lieutenant George Colthurst St. Barleigh (fjärde serien)
  - HRH The Prince George Augustus Frederick (Blackadder's Christmas Carol) - Prince Regent dyker upp i en av de två tillbaka blickarna.
  - Lord Pigmot (Blackadder's Christmas Carol) - En framtida George.
  - Lieutenant George Bufton-Tufton (Blackadder: Back and Forth) - Den moderna George.
  - Roman Consul Georgius (Blackadder: Back and Forth)

- Elizabeth - Miranda Richardson
  - Queen Elizabeth I (andra serien)

## Serier inspirerade avSvarte Orm
Efter succén med Svarte Orm har det gjorts flera olika historiska komediserier inspirerade av serien och som innehåller influenser från Svarte Orm.
Blackfly
En kanadensisk serie som gjordes i två säsonger och visades under åren 2001 och 2002.
Serien utspelar sig i 1700-talets Kanada där Benny "Blackfly" Broughton (Ron James) får kontakt med den brittiska officeren Corporal Entwhistle (Colin Mochrie).
Chelmsford 123
En Tv-serie som sändes i en säsong år 1988 och i en säsong 1990.
Chelmsford 123 handlar om bråket mellan de romerska britterna och romarna. Den är inte direkt kopierad, men karaktärerna och intrigerna har starka influenser till Svarte Orm-serierna.
Further Up Pompeii
Up Pompeii var en viktig föregångare för Svarte Orm-serien och år 1991 gjordes det en fortsättning som hette Further Up Pompeii.
Frankie Howerd, som medverkade i Up Pompeii, medverkade även i denna serie i sin gamla roll Lurcio, som blivit fri och som drev ett värdshus med egna slavar.
1775
Ett pilotavsnitt för en amerikansk historisk komediserie men ingen visade något intresse när avsnittet sändes på TV och projektet lades ner.
Serien handlar om det koloniserade Philadelphia och huvudpersonen hette Jeremy Proctor.
The Secret Diary of Desmond Pfeiffer
En amerikansk sitcom från 1998.
Serien handlade om den svarta slaven Desmond som jobbar för presidenten Abraham Lincoln. I serien är Desmond hjärnan åt presidenten, inte olikt Blackadders relation till Prince Regent. Serien fick mycket kritik och lades ner efter en månad.
Nisse Hults historiska snedsteg
Nisse Hults historiska snedsteg handlade om Nisse Hult som skapar milstolpar i den svenska historien, men andra personer blir kända på det han gör och i varje avsnitt dör han. Det är alltså lite influenser från Svarte Orm-serien men inte så jättemånga.
Hem till Midgård är en TV-serie med en liknande koncept.

## Mediatillgänglighet
Alla serierna och många av specialavsnitten är tillgängliga på DVD och VHS och många finns dessutom på BBC Audio Cassette. År 2008 gjordes det en "Best of BBC" edition box set där alla fyra serierna ingår, plus Christmas Carol och Back and Forth. Observera att alla enskilda DVD-utgåvorna finns med svensk text, bortsett från julspecialen. Vad som gäller boxarna är att enbart till den första, som innehåller enbart serie 1-4, finns svensk text. Den sistnämnda boxen kan komma ut med svensk översättning. [källa behövs]

### Enskilda DVD utgåvor
| DVD titel                        | Region 1    | Region 2    | Region 4    |
| -------------------------------- | ----------- | ----------- | ----------- |
| Series 1 - The Black Adder       | 26 jun 2001 | 01 nov 1999 | 29 nov 1999 |
| Series 2 - Blackadder II         | 26 jun 2001 | 06 nov 2000 | 11 jul 2001 |
| Series 3 - Blackadder the Third  | 26 jun 2001 | 05 feb 2001 | 03 okt 2001 |
| Series 4 - Blackadder Goes Forth | 26 jun 2001 | 22 okt 2001 | 28 feb 2002 |
| Blackadder's Christmas Carol     | 26 jun 2001 | 18 nov 2002 | 04 nov 2002 |
| Blackadder: Back and Forth       | 26 jun 2001 | 15 sep 2003 | 11 nov 2004 |

### DVD-boxar
| DVD-titel                                    | DVD-innehåll | Region 1    | Region 2    | Region 4    |
| -------------------------------------------- | --- | ----------- | ----------- | ----------- |
| The Complete Blackadder - All Four Series    | The Black Adder Blackadder II Blackadder the Third Blackadder Goes Forth |             | 12 nov 2001 | 03 okt 2003 |
| Blackadder - The Complete Series             | The Black Adder Blackadder II Blackadder the Third Blackadder Goes Forth Blackadder's Christmas Carol Blackadder: Back and Forth Blackadder: The Cavalier Years | 26 jun 2001 | 03 okt 2005 |             |
| Blackadder Remastered - The Ultimate Edition | The Black Adder (restaurerad) Blackadder II (restaurerad) Blackadder the Third (restaurerad) Blackadder Goes Forth (restaurerad) Blackadder's Christmas Carol (restaurerad) Blackadder: Back and Forth (restaurerad) Blackadder: The Cavalier Years (restaurerad) Blackadder Rides Again +Kommentarspår Intervjuer | 20 okt 2009 | 15 jun 2009 |             |